# Sechs Kies
SECHSKIES hay 6KIES (Tiếng Triều Tiên: 젝스키스; được phát âm là Giéc-sư Ki-sư) là nhóm nhạc nam Hàn Quốc nổi tiếng khoảng cuối thập niên 1990 được thành lập bởi Daesung Entertainment. Tên nhóm "Sechs Kies" có nguồn gốc từ tiếng Đức nghĩa là "sáu viên sỏi" tượng trưng cho 6 thành viên. Là một nhóm nhạc phổ biến và được nhớ tới trong lòng người hâm mộ với cái tên ngắn gọn hơn là "Jekki". Fandom của nhóm có tên chính thức là YellowKies, màu chính thức là màu vàng.
SechsKies ra mắt vào ngày 15 tháng 4 năm 1997 và tan rã vào ngày 20 tháng 5 năm 2000, đã trình diễn "Bye" và "Remember Me" cho lần xuất hiện cuối cùng tại Dream Concert. Nhóm đã tổ chức một buổi hòa nhạc tái hợp vào năm 2016 do đề xuất của Infinite Challenge. Vào ngày 11 tháng 5 năm 2016, YG Entertainment chính thức thông báo rằng họ đã chính thức ký hợp đồng với Sechskies (Eun Jiwon, Lee Jaijin, Kim Jaeduck, và Jang Suwon). Và thành viên Kang Sung Hoon đã rời nhóm do vướng vào một vụ bê bối đột nhập vào nhà quản lý cũ.

## Hình thành
Eun Ji-won đã được chiêu mộ bởi DSP khi đang du học ở Hawaii, cùng với người bạn Kang Sung-hoon trong một hộp đêm. Công ty đã lên kế hoạch để ra mắt Eun Ji-won và Kang Sung-hoon như một bộ đôi hip-hop, nhưng với sự thành công của nhóm nhạc thần tượng nam H.O.T. thuộc S.M Entertainment, công ty đã quyết định thay đổi để ra mắt một nhóm nhạc thần tượng nam với sáu thành viên.
Kim Jae-duc và Lee Jae-jin vào thời điểm đó là thành viên của một nhóm nhảy gọi là ''Quicksilver" ở thành phố quê của họ là Busan và đã gửi một băng thử giọng tới Daesung Entertainment. Jang Su-won đã được tuyển chọn trong một cuộc thi thử giọng mở, và cuối cùng, Ko Ji-yong, một người bạn thời thơ ấu của Sung-hoon, được chọn là thành viên cuối cùng của SechsKies. Nhóm được chia thành hai nhóm với tên gọi khác nhau. "Black Kies" gồm Eun Ji-won, Lee jae-jin, Kim Jae-duc. "White Kies" gồm Kang Sung-hoon, Jang Su-won, Ko Ji-yong.
Ngày 1 tháng 6 năm 2016, SechsKies là khách mời trên Radio Star. Kang Sunghoon đã nói rằng anh tự tay gom tất cả thành viên Sechskies với nhau.

## Sự nghiệp

### 1997: Debut
SechsKies ra mắt vào ngày 15 tháng 4 năm 1997 trên KMTV Music Tank. Vào tháng Bảy, nhóm cho ra đĩa đơn đầu tiên của họ, "School Song (학원 별곡)". Album đầu tay của họ 학원 별곡, đặt theo tên của ca khúc chủ đề, được phát hành vào ngày 15 tháng 5 năm 1997. Trong tháng Bảy, nhóm quảng bá với đĩa đơn "The Way This Guy Lives" cho đến hết mùa hè năm 1997.
Ngay sau đó, SechsKies đã trở lại nhiều dự đoán của họ trong tháng 10 năm 1997 trên KMTV 's "Recharge 100% Show"  và đã bắt đầu hoạt động quảng bá cho album thứ hai của họ. Album thứ hai của họ mang tên "Welcome to the Sechskies Land", một album gồm 20 ca khúc định dạng như một công viên giải trí hư cấu được gọi là "Vùng đất Sechskies", được phát hành vào ngày 15 tháng 11 năm 1997. Họ nhanh chóng bắt đầu quảng bá ca khúc chủ đề của album "Chivalry (기사 도)" trên các chương trình âm nhạc khác nhau, trong đó nhóm đã giành được hạng nhất trên SBS Inkigayo vào ngày 07 tháng 12 năm 1997.
SechsKies nhanh chóng được công nhận là tân binh của năm và đã được trao nhiều giải thưởng âm nhạc tại các lễ trao giải. Trong tháng mười hai, họ đã đạt được giải Bonsang của SBS Music Awards, Nghệ sĩ mới tại KMTV Korean Music Awards, và giải Bonsang KBS Golden Disk Awards.
Vào ngày 21 tháng 12 năm 1997, SechsKies tổ chức buổi hòa nhạc đầu tiên của họ tại Seoul tại Trung tâm Sejong, vé đã được báo là bán hết trong vòng 5 giờ.

### 1998: Trở nên phổ biến, Phim điện ảnhSeventeen, albumRoadfighter
Cộng đồng hâm mộ SechsKies phát triển nhanh chóng vào mùa xuân năm 1998. Sau khi kết thúc quảng bá album thứ hai vào tháng 2, họ bắt đầu một chuỗi hòa nhạc mùa xuân trên toàn quốc, trong đó có buổi biểu diễn tại Busan, Ulsan, Gwangju, và Daegu.
SechsKies đóng vai chính trong vở nhạc kịch của trẻ em, Alibata và 40 Thieves cùng với ca sĩ Jinjoo. Vở nhạc kịch kéo dài từ 25/4 - 5/5 năm 1998 tại Trung tâm Sejong.
SechsKies bắt đầu quảng bá cho album thứ ba của họ, trở lại với "Crying Game" trên SBS Inkigayo vào ngày 12 tháng 7 năm 1998. SechsKies phát hành album thứ ba của họ ROADFIGHTER vào ngày 15 tháng 7 năm 1998, album là sự pha trộn giữa hip-hop và nhạc điện tử, trưởng nhóm Eun Ji-won đã tham gia sản xuất album.
Ngày 17 tháng 7 năm 1998, bộ phim riêng của SechsKies - Seventeen - đã được phát hành trên toàn quốc và nhóm tổ chức sự kiện ký tên với người hâm mộ để quảng bá phát hành ra mắt bộ phim.
Vào ngày 13 và 20 tháng 9, SechsKies giành được hai chiến thắng liên tiếp cho ca khúc chủ đề "Roadfighter" trên SBS Inkigayo. Họ cũng đã dành cho vị trí số 1 trên SBS Inkigayo cho lượt theo dõi "Reckless Love (무모한 사랑)" trong tháng Mười.
Trên 31 tháng 10 năm 1998, SechsKies phát hành một album nhạc phim Seventeen tiêu đề "Special Album" (Album đặc biệt), mà sau này được gọi là album 3,5 của nhóm. Bắt đầu chương trình quảng bá cho Album đặc biệt trên KBS Music Bank, quảng bá hai bài hát trong album, "Couple" và "As I Let You Go (너를 보내며)". Sách ảnh đặc biệt dành cho người hâm mộ cũng được phát hành cùng với album trong tháng mười một.
SechsKies đã thu về nhiều giải thưởng cuối năm, bao gồm cả giải thưởng âm nhạc Hàn Quốc KMTV Bonsang Award, giải Bonsang của SBS Music Awards,và Bonsang của Golden Disk Awards.

### 1999: Com'Back
SechsKies dành nhiều thời gian của tháng 1 năm 1999, tổ chức các buổi hòa nhạc trên khắp Hàn Quốc. Bắt đầu từ ngày 04 tháng 1 năm 1999 trong Mokpo Gongyun và kết thúc vào ngày 21 tháng 1 năm 1999 tại Daegu. SechsKies bây giờ là một huyền thoại sống trong ngành công nghiệp, phá vỡ những rào cản của các thể loại âm nhạc khác nhau, chứng minh rằng âm nhạc Hàn Quốc có nhiều hơn so với nhạc trot truyền thống, buộc chúng tôi phải lắng nghe.
Trên 05 Tháng 4 năm 1999 SechsKies phát hành video hòa nhạc đầu tiên của họ, ghi lại buổi hòa nhạc lớn nhất của họ cho đến nay, Concert Seoul vào ngày 25/2/1999. Họ cũng phát hành một video hòa nhạc vào ngày 10 tháng 4 năm 1999. Họ đã biểu diễn một bài hát được hát bởi Kang Sung-hoon được gọi là "My Love" từ album này. Trên 18 tháng 4 năm 1999, SechsKies đã tổ chức một cuộc gặp đặc biệt cho câu lạc bộ người hâm mộ chính thức vào kỉ niệm hai năm thành lập.
Sau khi buổi hòa nhạc của họ đã kết thúc, SechsKies trở lại phòng thu để tạo ra album thứ tư của họ. Phát hành vào đầu tháng 9 năm 1999, SechsKies thực hiện một bài hát phù hợp với tựa đề "Com'Back", "Yeh Gam," và "Dae Ro Mum Chu". So với tác phẩm trước đây của họ, album này có đầu tư vào nhiều hơn từ các thành viên của nhóm, một số trong số họ viết và sản xuất bài hát. Nhóm đã không ở lại trong ánh đèn sân khấu trong thời gian dài sau khi phát hành album thứ tư, do sắp xảy ra sự tan rã của họ.

### 2000: Tan rã
Ngày 18 tháng 5 năm 2000 vào lúc 2:00 chiều, SechsKies đã tổ chức một cuộc họp báo đột ngột công bố sự tan rã chính thức của nhóm. Mặc dù xảy ra giữa những tin đồn trước đây, chẳng hạn như hành vi sai trái của công ty họ, việc họ chia tay nhau vẫn đột ngột và bất ngờ đối với nhiều người hâm mộ. Tình hình của họ đã được giải thích trong ít chi tiết tại buổi họp báo, một vài thành viên đã rơi nước mắt. Gần một thập kỷ sau khi chia tay SechsKies, nhóm trưởng Eun Ji-won thú nhận trên đài KBS trong chương trình "100 Points out of 100" rằng các thành viên đã đồng ý chung về việc giải tán nhóm nhạc ở đỉnh cao sự nghiệp sẽ là tốt nhất, trong khi "mọi người vẫn vỗ tay cho họ ".
SechsKies biểu diễn lần cuối cùng trước công chúng tại Dream Concert 2000 vào ngày 20 Tháng 5 năm 2000, với hai bài hát "Will you remember? (기억해 줄래) " và "Goodbye". Vào ngày 28 tháng 5 năm 2000, phát hành cuối cùng của họ, BLUE NOTE, " Best Of " biên soạn, được phát hành. Trong tháng 8 năm đó, các thành viên của SechsKies tự phát hành một ca khúc cuối cùng và video âm nhạc mang tên "Thanks" cho người hâm mộ của họ, mà đã được tải lên trực tuyến.

#### Hoạt động cá nhân
Eun Ji-won bắt đầu sự nghiệp solo của mình như là một rapper ngay sau khi chia tay SechsKies, và từ đó đã phát hành một số album. Kang Sung-hoon cũng theo đuổi sự nghiệp solo trong âm nhạc ballad. Kim Jae-duc và Jang Su-won tạo thành một bộ đôi được gọi là J-Walk, và vào năm 2004, một thời gian ngắn hợp tác với Click-B, cựu đồng nghiệp cùng hãng dưới DSP để tạo thành JNC. Lee Jae-jin cũng phát hành ba album solo, sau đó quyết định rời khỏi làng giải trí sau khi hoàn thành nghĩa vụ quân sự bắt buộc của mình. Ko Ji -yong đã bước đầu bày tỏ quan tâm trong việc theo đuổi sự nghiệp diễn xuất, nhưng sau sự tan rã của nhóm, anh rời Hàn Quốc để đi du học tại Hoa Kỳ.

### 2000 - 2015
Trong số tất cả các thành viên SechsKies, Eun Ji-won hiện là tích cực nhất trong làng giải trí, với một sự nghiệp tương đối thành công xuất hiện trên chương trình truyền hình khác nhau, đáng chú ý nhất trên Season 1 của 1 Night 2 Days. Bên cạnh sự nghiệp rap solo của mình, trong năm 2011, anh cũng bắt đầu nhóm bộ ba dự án, Clover, cùng với rapper, Mr.Tyfoon và nữ ca sĩ & rapper, Gilme. Trong năm 2010, Ji-won kết hôn với bạn học thời trung học của mình, người mà anh ấy gặp vào năm 1994 trong khi học tập tại Hawaii.  Cặp vợ chồng đã ly dị sau 2 năm kết hôn vào tháng 8 năm 2012.
Kim Jae-duc gần đây đã trở lại ánh đèn sân khấu và đã được giới thiệu trên chương trình truyền hình khác nhau cùng với bạn bè - cựu đối thủ công nghiệp - Tony An của H.O.T. Cả hai kết bạn với nhau trong khi phục vụ trong quân đội trong năm 2008. Hiện nay, Kim xuất hiện trên chương trình thực tế của đài KBS2 "Thế giới là ngon" với Tony An, trong đó họ đi du lịch đến các quốc gia khác nhau, học hỏi về lịch sử thực phẩm giàu tương ứng của đất nước và văn hóa.
Vào tháng 1 năm 2013, với sự giúp đỡ của em rể Yang Hyun Suk, Lee Jae-jin đã mở một vị trí nhượng quyền thương mại của nhà hàng chuỗi phản ứng tổng hợp phổ biến'' Thực phẩm Trường'' tại huyện Hongdae của Seoul. [7]
Sau khi biến mất khỏi ánh đèn sân khấu trong nhiều năm trong khi đang du học tại các nước Mỹ, Ko Ji-yong trở về Hàn Quốc và đang làm việc trong một công ty lớn. Kể từ khi trở về Hàn Quốc và những tin đồn gần đây của một cuộc hôn nhân, một vài nỗ lực đã được thực hiện bởi cả người hâm mộ cũ và phương tiện truyền thông để liên lạc với Ko, nhưng sự từ chối lịch sự của anh đã cho thấy rất rõ ràng rằng ông không còn muốn có bất kỳ sự xuất hiện nào trong thế giới giải trí.
Jang Su-won đã trở về từ nghĩa vụ quân sự vào cuối năm 2011. Hiện nay, Jang và Kim Jae-duc đang chuẩn bị cho bộ đôi J-Walk trở lại.

### 2016: Trở lại trên chương trình tạp kỹ cùng nhau
Vào ngày 14 tháng 4, sau gần 16 năm tan rã, SechsKies đã tổ chức một buổi hòa nhạc tái hợp tại sân vận động Seoul World Cup (còn gọi là sân vận động Sangam). Ý tưởng về một buổi hòa nhạc tái hợp được khởi xướng và tổ chức bởi chương trình "Infinity Challenge" - một chương trình truyền hình nổi tiếng của Hàn Quốc (Tập 476 - 477 - 478). Vài tháng trước buổi hòa nhạc, đội ngũ chương trình đã gặp gỡ các thành viên của SechsKies và đưa ra đề nghị về buổi hòa nhạc tái hợp. Sau đó, năm trong số sáu thành viên đồng ý và bắt đầu chuẩn bị buổi hòa nhạc trong bí mật. Dự kiến ban đầu của chương trình là khoảng 1 tuần trước, ngày 7/4, nhưng nó bị hủy vì thông tin bị rò rỉ trên báo chí. Tuần sau đó, vào buổi chiều ngày 14, 1 ngày trước kỉ niệm 20 năm thành lập nhóm (ngày 15/4/1997), Chương trình thông báo về buổi hòa nhạc tái hợp trên trang chủ của chương trình. Buổi biểu diễn diễn ra lúc 8h tối tại sân vận động Seoul World Cup. Mặc dù chỉ là thông báo ngắn nhưng 5808 người đã tham dự buổi hòa nhạc, dù chỉ có vài giờ sau khi biết thông tin. Hầu hết người tham dự đều mặc trang phục chính thức là áo mưa vàng và cầm bóng vàng. Buổi hòa nhạc kết thúc trong nước mắt và nụ cười của cả nhóm nhạc và người hâm mộ.

#### Tháng 5 năm 2016: Ký hợp đồng độc quyền với YG Entertainment
Ngày 11 tháng 5 YG Entertainment thông báo: "Chúng tôi đã chính thức ký hợp đồng với Sechskies. Từ bây giờ Sechskies sẽ tiếp tục quảng bá với sự hỗ trợ của YG. Thành viên Go Ji Yong hiện đang bận rộn việc kinh doanh nên không ký cùng các thành viên khác, nhưng nếu có thời gian phù hợp vẫn sẽ tham gia biểu diễn và thu âm album cùng cả nhóm. Trường hợp của Eun Ji-won, các hoạt động solo của anh vẫn sẽ được quản lý bởi công ty cũ là GYM Entertainment, cũng là công ty do anh lãnh đạo."

## Thành viên
|              | Eun Ji-won     | 은지원           | 8 tháng 6, 1978  |
| Lee Jae-jin  | 이재진         | 13 tháng 7, 1979 |                  |
| Kim Jae-deok | 김재덕         | 7 tháng 8, 1979  |                  |
|              | Jang Su-won    | 장수원           | 16 tháng 7, 1980 |
|              | THÀNH VIÊN CŨ  |                  |                  |
|              | Ko Ji Yong     | 고지용           | 1 tháng 7, 1980  |
|              | Kang Sung Hoon | 강성훈           | 22 tháng 2, 1980 |

## Discography

### Album
| Studio Albums - Vol. 1 - School Byeolgok (학원 별곡 (1997) - Vol. 2 - Welcome to the Sechskies Land (1997) - Vol. 3 - Roadfighter (1998) - Vol. 3.5 - Special Album (1998) - Vol 4 - Com'Back (1999) | Other Albums - Nhạc kịch Ali Baba và 40 tên cướp OST (1998) - 1020 Mix (1999) - Sechskies Live Concert (1999) - Blue Note (2000) - Re-ALBUM (2016) - THE 20TH ANNIVERSARY (2017) |

## Danh mục phim
- Seventeen: The Movie (ngày 18 tháng 7 năm 1998)

## Giải thưởng
| Năm  | Giải thưởng |
| ---- | --- |
| 1997 | - KMTV Hàn Quốc Music Awards New Artist Award - M.net Golden Disk Awards, giải thưởng Bonsang - SBS Music Awards, giải thưởng Bonsang |
| 1998 | - M.net Golden Disk Awards, giải thưởng Bonsang - KMTV Hàn Quốc Music Awards, giải thưởng Bonsang - 9 hàng năm Seoul Music Awards, giải thưởng Daesang - KBS Music Awards, giải thưởng Bonsang - MBC Music Festival, giải thưởng Bonsang - SBS Music Awards, giải thưởng Bonsang |
| 1999 | - M.net Golden Disk Awards, giải thưởng Bonsang - KMTV Hàn Quốc Music Awards, giải thưởng Bonsang - MBC Music Festival, giải thưởng Bonsang - KBS Music Awards, giải thưởng Bonsang - SBS Music Awards, giải thưởng Bonsang                                                      |
| 2016 | - Click!Star Wars Awards, Hall of Fame - 6th Gaon Chart Kpop Awards, Artist of the Year (Song) - 8th Melon Music Awards, Hall of Fame |

## Sân khấu âm nhạc, giải thưởng
Đây là tập hợp các chiến thắng của SechsKies trên các chương trình âm nhạc trên truyền hình của Hàn Quốc.
Và các show nhóm tham gia.

### Inkigayo
| Năm  | Ngày             | Bài hát                     |
| ---- | ---------------- | --------------------------- |
| 1998 | 30 tháng 8       | Đường máy bay chiến đấu     |
|      | 27 tháng 9       | 무모한 사랑 (Reckless Love) |
|      | 11 Tháng 10      |                             |
|      | 20 Tháng 12      | 커플 (Couple)               |
| 1999 | 03 tháng một     |                             |
|      | 12 tháng 9       | Com'back                    |
|      | Ngày 19 tháng 9  |                             |
|      | 26 Tháng Chín    |                             |
|      | 7 tháng 11       | 예감 (linh cảm)             |
|      | Ngày 21 tháng 11 |                             |

### TV 가요 20
| Năm          | Ngày         | Bài hát |
| ------------ | ------------ | ------- |
| 1997         | 07 tháng 12  | 기사 도 |
| 14 Tháng 12  |              |         |
| 21 Tháng 12  |              |         |
| 1998         | 04 tháng một |         |
| 11 tháng một |              |         |

### Music Bank (phim truyền hình)
| Năm              | Ngày                        | Bài hát                 |
| ---------------- | --------------------------- | ----------------------- |
| 1998             | 23 tháng 7                  | Đường máy bay chiến đấu |
| Ngày 30 tháng 7  |                             |                         |
| 17 Tháng 11      | 무모한 사랑 (Reckless Love) |                         |
| Ngày 15 tháng 10 |                             |                         |
| Ngày 22 tháng 10 |                             |                         |
| 1999             | 28 tháng một                | 너를 보내며             |
| 31 Tháng Tám     | Com'Back                    |                         |
| Ngày 10 tháng 9  |                             |                         |
| 17 tháng 9       |                             |                         |
| Ngày 11 tháng 11 | 예감 (linh cảm)             |                         |

### Trại âm nhạc
| Năm        | Ngày             | Bài hát |
| ---------- | ---------------- | ------- |
| 1998       | Ngày 19 tháng 12 | 커플    |
| 1999       | 09 tháng 1       |         |
| 16 tháng 1 |                  |         |

Các show truyền hình thực tế
| Thời gian                     | Tên chương trình       | Tập         | Chú thích                              |
| ----------------------------- | ---------------------- | ----------- | -------------------------------------- |
| 25/3/2015                     | Radio Star (TV series) | 420         | Tham gia một mình Kim Jae-duc          |
| 12-19/6/2015                  | Fantastic Duo season 1 | 9-10        | Tham gia với tất cả thành viên         |
| 16/4/2016 23/4/2016 30/4/2016 | Infinity Challenge     | 476 477 478 | Tham gia với tất cả thành viên         |
| 1/6/2016 30/11/2016           | Radio Star (TV series) | 480 503     | Tham gia với tất cả thành viên         |
| 07/12/2016 14/12/2016         | Weekly Idol            | 280 281     | Tham gia với tất cả thành viên         |
| 2016 đến nay                  | Biệt Đội Hoa Hòa       |             | Tham gia chính Eun Ji-won, Lee Jae-jin |